# Marco Luiz Brito
Marco Luiz Brito (4 augustus 1977) is een voormalig Braziliaans voetballer.

## Carrière
Marco Luiz Brito speelde in 2001 voor Yokohama F. Marinos.